# Adoção direta
A adoção direta (em inglês: fostering) é um método de criação de aves para sua introdução na natureza que consiste em colocar crias no ninho de um casal que tem outros de uma idade e tamanho similares. Em algumas ocasiões também pode ser utilizado quando as crias já têm abandonado o ninho mas continuam a ser alimentados por seus pais.
Este método pode ser utilizado com espécies que não têm comportamentos cainitas e que são capazes de realizar esta adoção sem recusar as novas crias. Ademais, os pais devem ter sido avaliados previamente para saber se serão capazes de alimentar mais crias.